# Кожному своє (фільм, 2016)
«Кожному своє» (англ. Everybody Wants Some) — американський комедійно-драматичний фільм, знятий Річардом Лінклейтером. Світова прем'єра стрічки відбулась 11 березня 2016 року на кінофестивалі SXSW, а в Україні — 7 квітня 2016 року. Фільм розповідає про життя студентів коледжу у 1980-х роках.

## У ролях
- Блейк Дженнер — Джейк
- Зої Дойч — Беверлі
- Ґлен Пауелл — Уолт «Фінн» Фіннеган
- Тайлер Гоглін — Мак-Рейнольдс
- Раян Гузман — Рупер
- Ваятт Расселл — Віллобі
- Остін Амеліо — Несбіт
- Джонатан Брек — тренер Гордон

## Виробництво
Зйомки фільму почались 13 жовтня 2014 року в Техасі.

## Визнання
| Нагороди та номінації фільму «Кожному своє» | Нагороди та номінації фільму «Кожному своє» | Нагороди та номінації фільму «Кожному своє» | Нагороди та номінації фільму «Кожному своє» | Нагороди та номінації фільму «Кожному своє» | Нагороди та номінації фільму «Кожному своє» |
| Рік                                         | Кінопремія / Кінофестиваль                  | Категорія / Нагорода                        | Номінант                                    | Результат                                   | Дж                                          |
| ------------------------------------------- | ------------------------------------------- | ------------------------------------------- | ------------------------------------------- | ------------------------------------------- | ------------------------------------------- |
| 2016                                        | Кінопремія «Готем»                          | Найкращий фільм                             | «Кожному своє»                              | Номінація                                   | [ 3 ] [ 4 ]                                 |